# 馬拉加山脈

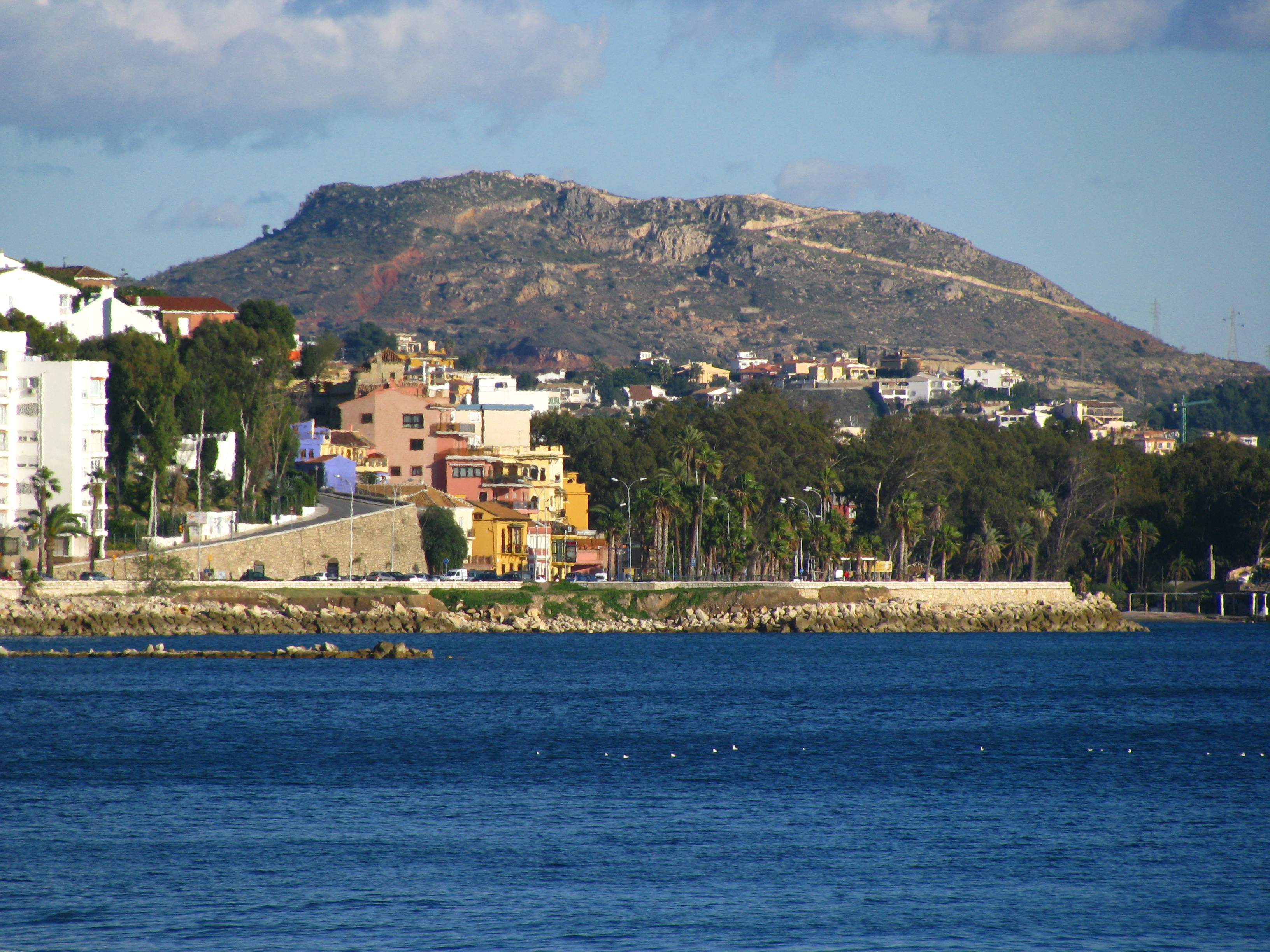

36°49′0″N 4°23′0″W / 36.81667°N 4.38333°W
馬拉加山脈（西班牙語：Montes de Málaga）是西班牙的山脈，位於馬拉加省，屬於佩尼貝蒂科山脈的一部分，最高點海拔高度1,030米，名稱來自馬拉加，瓜達爾麥迪娜河流經該山脈。